# Ichneumon sulphureus
Ichneumon sulphureus är en stekelart som beskrevs av Gmelin 1790. Ichneumon sulphureus ingår i släktet Ichneumon och familjen brokparasitsteklar. Inga underarter finns listade i Catalogue of Life.